# Nürburg (Burg)
Die Nürburg ist die Ruine einer Gipfelburg in der Eifel nahe dem Ort Nürburg südlich von Adenau im Landkreis Ahrweiler in Rheinland-Pfalz. Sie steht innerhalb der Nordschleife des Nürburgrings auf einem 676,5 m ü. NHN hohen Vulkan-Basaltkegel und kann gebührenpflichtig besichtigt werden.

## Geschichte

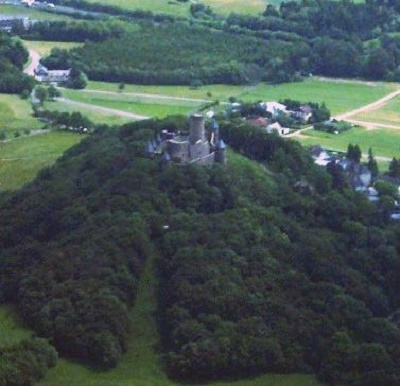
Die Nürburg aus der Luft; unterhalb der ehemalige Skihang mit Sprungschanze

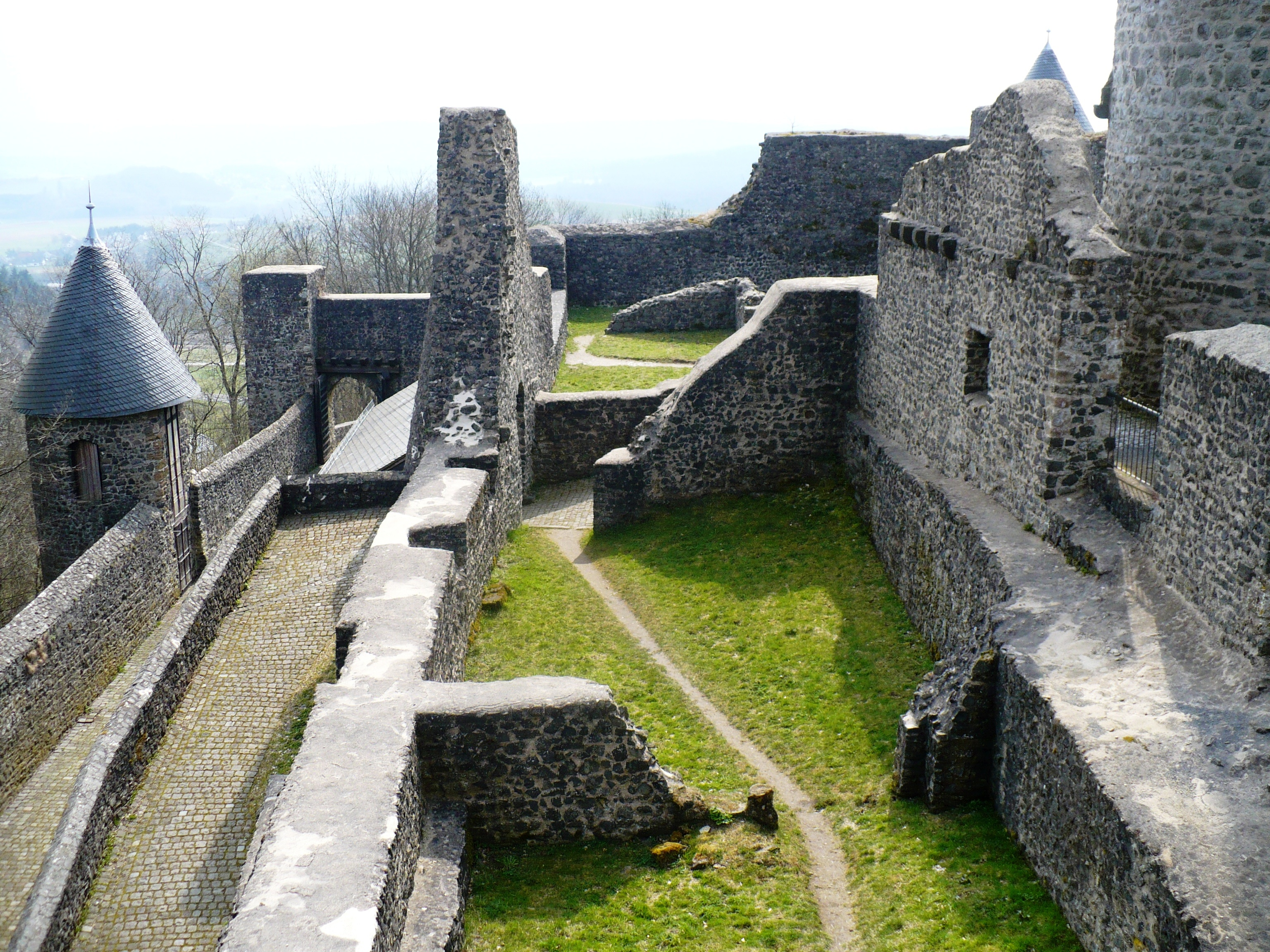
Teilansicht der Burg

Erstmals urkundlich erwähnt wurde die Anlage im Jahre 1166 als Noureberg oder Mons Nore, doch gilt es als wahrscheinlich, dass sich dort bereits zu römischer Zeit eine Signalstation zur Sicherung der wichtigen Römerstraße befand, die sich durch die Eifel zog.
Als eigentlicher Erbauer der Nürburg gilt Graf Ulrich, der in einer Urkunde aus dem Jahr 1169 genannt wird, obwohl bereits sein Vater Dietrich I. von Are auf dem Berg mit dem Bau einer Fluchtburg begann. Die Nachfahren Ulrichs nannten sich die „Herren von Nürburg und Are“ und waren Lehnsmänner der Kölner Erzbischöfe und des Stauferkaisers.
1290 ging die Burg in den Besitz Kurkölns über, da es keine Nachfahren des Geschlechts derer von Nürburg mehr gab. Das Erzbistum setzte einen Amtmann ein, der fortan dessen Belange vertreten sollte.
Der Bau der Burg erfolgte in drei Etappen. Nach dem Bau der rechteckigen Kernburg wurden zwischen 1340 und 1369 unter dem Amtmann Johann von Schleiden Zwingermauern als zweiter Befestigungsring errichtet. Im 15. Jahrhundert entstand ein dritter Ring zum Schutz der bis dahin frei zugänglichen Burgmannenhäuser, die heute nicht mehr erhalten sind.
Schon im 16. Jahrhundert befand sich die Burg in einem sehr schlechten Zustand, über den sich die amtierenden Amtmänner beklagten. Es wurden daraufhin mehrfach Restaurierungsarbeiten vorgenommen.
Während des Dreißigjährigen Krieges wurde die Nürburg 1633 von den Schweden unter General Baudissin eingenommen, geplündert und beschädigt. 1674 besetzten kaiserliche Truppen die Burg.
1689 zerstörten französische Soldaten die Anlage endgültig. Der erhaltene Bergfried diente zunächst noch als Gefängnis, wurde aber 1752 auch dafür nicht mehr nutzbar. Die Burg wurde verlassen und als Steinbruch genutzt.
Im Jahre 1818 ließ Preußen den Bergfried restaurieren, weil dort ein trigonometrischer Punkt eingerichtet werden sollte. Im Zuge dieser Arbeiten wurde die Vorburg abgerissen. Heute zeugen nur noch die vorhandenen Reste der Ringmauer von ihrer Existenz.
Nach Sanierungsarbeiten in den 1930er Jahren kam die Ruine 1949 in den Besitz des Landesamtes für Denkmalpflege Rheinland-Pfalz, ehe die „Verwaltung der staatlichen Schlösser Rheinland-Pfalz“ (heute: „Burgen, Schlösser, Altertümer Rheinland-Pfalz“) die Betreuung übernahm. Letztere ließ von 1968 bis 1974 und 1988/1989 Arbeiten zur Freilegung verschütteter Bauteile sowie Sicherungs- und Restaurierungsarbeiten vornehmen. Weitere nötig gewordene Mauerwerkssanierungen sind seit 2014 im Gange.
Der 20 Meter hohe Bergfried ist als Aussichtsturm zugänglich. Seit Mai 2016 ist Hans-Peter Hoffmann Betreiber der Burg.
Die Gemeinde Nürburg baute 1952 einen Skihang mit Lift und Sprungschanze an der Nordseite des Berges.